# Kamptosoma
Kamptosoma is een geslacht van zee-egels, en het typegeslacht van de familie Kamptosomatidae.

## Soorten
- Kamptosoma abyssale Mironov, 1971
- Kamptosoma asterias (A. Agassiz, 1881)